# IEEE 802.16
IEEE 802.16 est un groupe de normes contenant des spécifications pour la mise en œuvre de réseaux métropolitains à liaison sans fil. C'est aussi un groupe de travail chargé avec le Forum WiMAX de faire la promotion de ce standard.

## Présentation de la norme
IEEE 802.16 fait partie d'un ensemble de normes édictées sous l'égide du comité de standardisation IEEE 802. Celui-ci constitue un tout cohérent servant de base de travail aux constructeurs développant des équipements et les services chargés de l'implémentation des infrastructures réseaux à liaison filaire et sans fil.
Le schéma ci-dessous est une adaptation du synopsis du standard IEEE 802 consigné dans la section « introduction » de la plupart des normes publiées sous ce standard. Celui-ci est articulé autour de la norme IEEE 802.16 qui donne des spécifications relatives à l'implémentation de la couche PHY et de la sous-couche MAC (Couche liaison de données du modèle OSI) pour les réseaux métropolitains à liaison sans fil (WMAN).
L'ensemble articulé autour de la norme IEEE 802.16 se décompose en éléments identifiés comme suit :
- 802 : standard général de base pour le déploiement de réseaux numériques locaux ou métropolitain à liaison filaire ou sans fil ;
- 802.1 : gestion des réseaux ;
- 802.10: sécurisation des échanges pour les systèmes à liaison filaire ou sans fil (Token Ring, Ethernet, Wi-Fi, WiMAX) ;
- 802.16: spécifications pour l'implémentation de réseaux numériques métropolitains à liaison sans fil ;
- 802.2 : description générale de la sous-couche Logical link Control.

## Tableau des principales normes du standard IEEE 802 16
L'application commerciale de ces normes est la technologie WiMAX qui s'appuie sur ces spécifications. Les principales normes ayant eu des applications sont les suivantes :
| Norme   | Date de ratification | Plage de Fréquences | Débit (Max.)                                | Portée (Max.) |
| ------- | -------------------- | ------------------- | ------------------------------------------- | ------------- |
| 802.16a | 29 janvier 2003      | 2-11 GHz            | 70 Mbit/s                                   | ~50 km        |
| 802.16d | 24 juin 2004         | 2-11 GHz            | 75 Mbit/s                                   | ~7 km         |
| 802.16e | 7 décembre 2005      | 2-6 GHz             | 30 Mbit/s                                   | ~3,5 km       |
| 802.16m | 6 mai 2011           | 2-6 GHz             | jusqu'à 1 Gbit/s (fixe) 100 Mbit/s (mobile) | -             |